# Такуари (река, впадает в Лагоа-Мирин)
Такуари (исп. Rio Tacuarí) — река в республике Уругвай, впадает в озеро Лагоа-Мирин. Длина составляет 230 км, а бассейн занимает 3600 км².

## Течение
Река Такуари берёт начало на возвышенности Кучилья-Гранде в департаменте Серро-Ларго и течёт с северо-запада на юго-восток до границы с департаментом Трейнта-и-Трес, затем поворачивает на восток и впадает в озеро Лагоа-Мирин.

## Фауна
В 2009 году в бассейне рек Такуари и Рио Негро был обнаружен новый вид цихлид — Gymnogeophagus tiraparae.